# Eupithecia helena
Eupithecia helena es una especie de polilla de la familia Geometridae. La especie fue descrita por primera vez por George Taylor habiendo sido descrita en 1906, con distribución en Estados Unidos.

## Distribución
Se ha descrito en los estados de Arizona, Nuevo México y Montana. El holotipo de la especie fue descrita en los montes Pinal de Arizona.

## Descripción
La cabeza, tórax y abdomen son de color blanco opaco, con un ligero tinte ocre. El abdomen cuenta con un poco más de tinte ocre en los segmentos anteriores. Tiene gran parecido, especialmente en cuanto a la coloración, con la Eupithecia nevadata, pero E. helena le falta la gran mancha costal sobre la mancha discal que es tan evidente en E. nevadata. Las alas de E. helena también son mucho más redondeadas y los márgenes exteriores son muy llenos. En la forma de las alas y la disposición de las marcas, pero no tanto en el color, E. helena se parece bastante a Eupithecia togata, una especie de Europa.
La envergadura de las alas es de unos 18 milímetros (0,7 plg). Se han registrado adultos en vuelo desde julio hasta agosto.